# 红山街道 (凌源市)
红山街道，是中华人民共和国辽宁省朝阳市凌源市下辖的一个乡镇级行政单位。

## 行政区划
红山街道下辖以下地区：
庙东村、凌北村、葛沟村、牛河梁村和建昌沟村。